# Orthomeria alexis
Orthomeria alexis är en insektsart som först beskrevs av John Obadiah Westwood 1859.  Orthomeria alexis ingår i släktet Orthomeria och familjen Aschiphasmatidae. Inga underarter finns listade i Catalogue of Life.